# سيندي رولدر
سيندي رولدر (بالألمانية: Cindy Roleder)‏ (و. 1989  م) هي منافسة ألعاب القوى ألمانية، ولدت في كيمنتس، شاركت في ألعاب قوى في الألعاب الأولمبية الصيفية 2012 – سيدات 100 متر حواجز ‏، وألعاب القوى في الألعاب الأولمبية الصيفية 2016 – سيدات 100 متر حواجز ‏، بدأت مشوارها المهني سنة 2005.

## روابط خارجية
- سيندي رولدر على موقع الاتحاد الدولي لألعاب القوى (الإنجليزية)
- سيندي رولدر على موقع الاتحاد الأوروبي لألعاب القوى (الإنجليزية)
- سيندي رولدر على موقع الاتحاد الألماني لألعاب القوى (الألمانية)
- سيندي رولدر على موقع الدوري الماسي (الإنجليزية)
- سيندي رولدر على موقع اللجنة الأولمبية الدولية (الإنجليزية)
- سيندي رولدر على موقع أوليمبيديا (الإنجليزية)
- سيندي رولدر على موقع اللجنة الأولمبية الألمانية (الألمانية)